# Посыльный (мультфильм, 1931)
«Посыльный» — американский короткометражный мультфильм 1931 года режиссёра Берта Джиллета, произведенный Walt Disney Productions. Это двадцать девятый короткометражный мультфильм о Микки Маусе и пятый того года.

## Интересные факты
- Мелодия, звучащая в мультфильме, также звучит в мультфильме Возвращение черепахи Тоби.

## Роли озвучивали
- Микки Маус: Уолт Дисней
- Минни Маус: Марцеллит Гарнер
- Плуто (Ровер), Осёл: Уильям Боллсворт[3]

## Критика
Гийс Гроб из «Mickey's Movies: The Theatrical Films of Mickey Mouse» написал: «Этот короткометражный мультфильм столь же весёлый, сколь и скучный. После трёх лет танцев и песен Микки сдаёт свои позиции. Более того, такие мультфильмы, как «Пробки на дорогах » и «Охотники на лосей» доказали, что Микки прекрасно обходится и без них ... Самым интересным эпизодом было появление Плуто. В последующих мультфильмах песни и танцы уступили место хорошо построенным финалам».

## Медиа
Мультфильм был выпущен на DVD-диске Walt Disney Treasures 2004 года «Микки Маус в черно-белом». Также эта короткометражка появилась в мультсериале Клуб Микки Мауса (Сезон 1, Эпизод 33).